# Buza község
Buza község (románul: Comuna Buza) község Kolozs megyében, Romániában. Központja Buza, beosztott falvai Buzapuszta.

## Fekvése
Kolozs megye délkeleti részén helyezkedik el, Szamosújvártól 33 kilométerre. Áthalad rajta a DJ109-es megyei út.

## Népessége
A 2011-es népszámlálás adatai alapján a község népessége 1264 fő volt. Ebből román 654, magyar 583. Nem nyilatkozott 27 fő.
A népesség alakulása 1850-től:

## Története
Buza faluban a Hallstatt- illetve La Tène kultúrához tartozó, valamint bronzkori települések maradványait tárták fel. A régészeti helyszínek a romániai műemlékek jegyzékében a CJ-I-s-A-06985, CJ-I-s-B-06986 és CJ-I-s-B-06987 sorszámon szerepelnek.

## Nevezetességei
- 19. századi Bornemisza-kúria Buzán (CJ-II-m-B-07541).